# Valle delle Ferriere Természeti Rezervátum
A Valle delle Ferriere Természeti Rezervátum Olaszországban található, a Sorrentói-félsziget déli részén, Amalfi városától északra, a Chiarito patak szurdokvölgyében. 
Sajátos mikroklímájában az amúgy is enyhe mediterrán tél hatása nem érződik. Az évi átlaghőmérséklet 15°C felett van, a levegő párás. Európában kizárólag ebben a különleges környezetben él a kúszó láncpáfrány (Woodwardia radicans) nevű, harmadkori élő kövületnek tartott, egyébként Észak-Amerikában és Makaronéziában honos páfrányfaj. Néhány húsevő növény is megtalálható a völgyben (pl. Pinguicola hirtiflora). A fák közül említésre méltók a bükkök, a magyaltölgy, a törpefenyőfélék és a citrusok.
Az állatvilág jellegzetes képviselői a szalamandra, a borz, a róka és számos madár (vörös vércse, fakopáncs).